# Ceratopogon croaticus
Ceratopogon croaticus är en tvåvingeart som beskrevs av Remm 1981. Ceratopogon croaticus ingår i släktet Ceratopogon och familjen svidknott. Inga underarter finns listade i Catalogue of Life.